# Octostruma
Octostruma (лат.) — род муравьёв трибы Attini из подсемейства Myrmicinae (ранее в составе Basicerotini). Обитают в Неотропике — от южной Мексики и Вест-Индии до севера Аргентины. Род включает 34 вида.

## Описание
Мелкие, медлительные муравьи, живущие в гнилой древесине и опавших листьях. Прекрасно маскируются в почве, потому долгое время считались крайне редкими. Очень похожи на муравьёв рода Eurhopalothrix, являющихся хищниками и охотящимися на небольших мягкотелых членистоногих.

## Систематика
Около 30 видов. Octostruma принадлежит к кладе из пяти близких родов: Basiceros, Eurhopalothrix, Protalaridris Brown, 1980, Rhopalothrix  Mayr, 1870 и Talaridris  Weber, 1941. До недавнего времени клада трактовалась как триба Basicerotini, впервые выделенная в 1949 году американским мирмекологом Уильямом Брауном (Brown, 1949). Недавнее молекулярно-генетическое исследование мирмициновых муравьёв (Ward et al. 2015) привело к реклассификации всего подсемейства Myrmicinae, и включению родов этой клады (трибы) в состав трибы Attini, принимаемой в расширенном объёме. При этом все роды этой клады (или бывшей трибы Basicerotini) были выделены в неформальную монофилетическую группу родов «Basiceros genus-group». В составе этой группы род Octostruma рассматривается сестринским в кладе (Basiceros+(Octostruma+(Eurhopalothrix+Talaridris))).

### Список видов
- Octostruma amrishi (Makhan, 2007)
- Octostruma ascrobicula Longino, 2013
- Octostruma ascrobis Longino, 2013
- Octostruma balzani (Emery, 1894)
- Octostruma batesi (Emery, 1894)
- Octostruma betschi Perrault, 1988
- Octostruma convallis Longino, 2013
- Octostruma convallisur Longino, 2013
- Octostruma cyrtinotum Longino, 2013
- Octostruma excertirugis Longino, 2013
- Octostruma gymnogon Longino, 2013
- Octostruma gymnosoma Longino, 2013
- Octostruma iheringi (Emery, 1888)
- Octostruma impressa Palacio, 1997
- Octostruma inca Brown & Kempf, 1960
- Octostruma leptoceps Longino, 2013
- Octostruma limbifrons Longino, 2013
- Octostruma lutzi (Wheeler, 1913)
- Octostruma megabalzani Longino, 2013
- Octostruma montanis Longino, 2013
- Octostruma obtusidens Longino, 2013
- Octostruma onorei (Baroni Urbani & De Andrade, 2007)
- Octostruma petiolata (Mayr, 1887)
- Octostruma pexidorsum Longino, 2013
- Octostruma planities Longino, 2013
- Octostruma rugifera (Mayr, 1887)
- Octostruma rugiferoides Brown & Kempf, 1960
- Octostruma schusteri Longino, 2013
- Octostruma stenognatha Brown & Kempf, 1960
- Octostruma stenoscapa Palacio, 1997
- Octostruma triangulabrum Longino, 2013
- Octostruma triquetrilabrum Longino, 2013
- Octostruma trithrix Longino, 2013
- Octostruma wheeleri (Mann, 1922)